# IC 1509
IC 1509 је спирална галаксија у сазвјежђу Водолија која се налази на листи објеката дубоког неба у Индекс каталогу.
Деклинација објекта је - 15° 18' 26" а ректасцензија 23h 47m 16,6s. Привидна величина (магнитуда) објекта IC 1509 износи 15,2 а фотографска магнитуда 15,9. IC 1509 је још познат и под ознакама MCG -3-60-14, PGC 72392.